# Kościół Matki Bożej Kodeńskiej w Pilawie
Kościół Matki Bożej Kodeńskiej w Pilawie – rzymskokatolicki kościół parafialny należący do parafii pod tym samym wezwaniem (dekanat Osieck diecezji siedleckiej).
Budowa świątyni w Pilawie rozpoczęła się 7 maja 1978 roku, jeszcze przed poświęceniem kamienia węgielnego. Wykopanie fundamentów i ich zalanie to ogromny wkład pracy wielu mieszkańców miasta. W dniu 4 czerwca 1978 roku został poświęcony kamień węgielny pod budowę świątyni. Aktu poświęcenia kamienia dokonał arcybiskup Luigi Poggi – przewodniczący delegacji Stolicy Apostolskiej do rozmów z rządem PRL oraz biskup Jan Mazur, z towarzyszeniem księży z sąsiednich parafii, mieszkańców miasta i okolicznych miejscowości. 3 lipca tego samego roku ruszyły prace przy wznoszeniu kościoła, natomiast w sierpniu były już zalewane posadzki wewnątrz świątyni. Dzięki ofiarnej pracy księdza Franciszka Geniusza oraz mieszkańców miasta świątynia została ukończona. Pierwsza msza święta została odprawiona w dniu 2 września 1979 roku przez księdza Franciszka Geniusza. W listopadzie 1980 roku w nowo wybudowanym kościele zostało odprawione nabożeństwo żałobne za tych, którzy oddali swoje życie w obronie ojczyzny. W listopadzie 1981 roku została podjęta decyzja o utworzeniu odrębnej parafii w Pilawie. W dniu 8 grudnia 1981 roku o godzinie 17.00 ksiądz biskup Jan Mazur poświęcił nowo wybudowaną świątynię pod wezwaniem Matki Bożej Kodeńskiej.